# Хайне (божество)
Вижте пояснителната страница за други значения на Хайне.
Хайне е един от главните персонажи в митологията на африканското племе хадзапи, обитаващо териториите около езерото Еяси в Танзания. В митологията на Хадзапи Хайне се изявява като демиург и културен герой, персонификация на Луната. Като демиург създава целия свят съвместно с Ишоко, който е персонификация на Слънцето. В някои митове е представен като мъж, в други – като жена. Хайне и Ишоко образуват двойка свързани помежду си културни герои и в същото време противостоящи един на друг. И двамата са с неуточнен пол. В някои митове са братя, а в други – съпрузи, като в образа на съпругата се явява ту Хайне, ту Ишоко.

## Описание
Като културен герой Хайне дава на хадзапите петнистата антилопа свали (вид импала), от чиято кожа ги научава да шият дрехите си. Дава им и брадавичестата свиня (Phacochoerus aethiopicus), от кожата на която могат да се изработват сандали. Дава им също и антилопата кана (Tragelaphus). Хадзапите получават от Хайне и кравоподобната антилопа конгони (Alcelaphus buselaphus), от чиято по-груба кожа шият постелките си за спане. Научава ги как да ловуват като се придвижват срещу вятъра и ги снабдява с кучета. В началото краката на хората, които създал, не се сгъвали и те не можели да сядат. По-късно измисля и допълнително им прави колене от целебна пръчка, която раздробява на дребни парченца. Научава ги да добиват огън с помощта на заострена пръчка, камък и снопче суха трева.
В мъжкия си образ се явява като най-силната личност на света. Когато ходи земята трепери под стъпките му. Връщайки се от лов завързва по един уловен носорог за всеки от краката си и по един слон за всяко бедро. Понякога носи и трети слон на раменете си. В някои митове Ишоко е жена и понякога е съпруга на Хайне. Преди да отиде да живее на небето, Хайне обикновено ловува в областта Умбугуе, на югоизток от езерото Маняра. От Ишоко има дъщеря Цикайо и внук от нея на име Шашая. Има и двама сина.
Един път хората започнали да играят като имитирали слонове, въпреки неодобрението на Хайне и съпругата му Ишоко. Хайне ги наказал като ги превърнал в истински слонове, а останалите хора научил как да ходят на лов за тях.
В повечето митове основният демиург е Ишоко, а Хайне е негов помощник и изпълнява заповедите му, независимо в кой пол се явява.
Хайне умира, прострелян със стрела, след което се пренася да живее на небето. Човекът, който го убива, е превърнат за наказание от Ишоко в змия. В друг вариант е ухапан от огромната отровна змия Фуфайимо. След неговата смърт всички дървета в земите на хадзапите загинали, а голяма част от хората пропаднали в земните недра. По съвет на народа исанзу хадзапите направили жертвоприношение на Ишоко и оттогава земята се успокоила, а в едно от езерата хората започнали да добиват сол.

## Митът за смъртта на Хайне
Това се случило в древни времена, когато хиените били още хора. Мъжете враждували с Хайне заради една девойка и решили да го убият, въпреки че бил най-големият и най-силният на света. Отвлекли по-големия му син като разчитали, че той ще тръгне да го търси. Имали много роднини и приятели и ги повикали на помощ. Когато Хайне пристигнал, първо се справил с враговете си, после – с всички войни на Цимангана. След това се сражавал с хората на Гуюгуда, които били огромно множество. Успял да ги победи, но бил много изморен от битката. Накрая влязъл в сражение и с войните на Ваатсоо, победил и тях, но останал съвсем без сили. Силно изтощен се качил на един връх, където го чакала Чакоо, която бил на страната на враговете му. Тя го прострелял с отровна стрела и Хайне загинал. Всички оцелели се събрали около трупа му и го изяли. След това се отправили към жилището му, където изяли и цяло стадо слонове и носорози, уловени от Хайне. Тогава се появил Ишоко и им казал, че след такова престъпление не могат повече да останат хора. Превърнал основните врагове на Хайне в хиени, а останалите в диви котки и гризачи. А Чакоо била превърната в змия, лишена от крака, осъдена да се храни с червеи и единственото оръжие с което разполагала били зъбите и.